# 魯道夫·紐瑞耶夫
魯道夫·哈米耶托維奇·紐瑞耶夫（1938年3月17日—1993年1月6日），蘇聯時代韃靼族芭蕾舞蹈家。他的舞技為舞蹈界開闢全新領域，並扭轉芭蕾舞中男舞者僅作陪襯的現象，提升男舞者的地位。1993年因愛滋病逝世。

## 生平
紐瑞耶夫出生在蘇聯西伯利亞伊爾庫茨克附近，一班開往海參崴的西伯利亞列車上，當時他的母親法瑞達正在前往他的父親、紅軍政委哈邁特被派駐之地。他有韃靼血統，生長在巴什基爾蘇維埃共和國鄰近首都烏法的鄉村的一個穆斯林家庭，是家中的獨子。自從他的母親暗自讓他和他的姊妹去學舞、參與芭蕾舞「鶴之歌」的演出，紐瑞耶夫便與芭蕾結下不解之緣。他小時候曾學過巴什基爾人舞蹈，當時舞蹈老師驚艷於他超乎常人的學習力、成熟的舞技，進而鼓勵他前往列寧格勒接受舞蹈訓練。一次當地芭蕾舞團演出而暫留莫斯科時，紐瑞耶夫成功通過大劇院芭蕾舞團的面試。而他一心嚮往的是基洛夫芭蕾學校，因此決心離開舞團，回到列寧格勒。
1961年，在KGB試圖抓緝下，紐瑞耶夫最終仍順利投誠西方。據學者彼得·華特森對KGB檔案的研究，赫魯曉夫曾親自簽署命令暗殺紐瑞耶夫。1982年归化奥地利。1993年，紐瑞耶夫因愛滋病於巴黎去世。

## 衍生作品
1980年代香港樂隊Fundamental的歌曲《流亡舞影》，正是以雷尼耶夫出走西方社會的故事為藍本，其時雷尼耶夫已開始退居幕後，更獲蘇聯領導人戈尔巴乔夫准許入境探望彌留的母親，歌詞更預言他會回到俄羅斯演出，雖然最終他於冷戰後回到俄羅斯表演，可是他在歌曲推出後5年在法國逝世。

## 外部連結
- 魯道夫·紐瑞耶夫在互联网电影资料库（IMDb）上的資料（英文）
- 魯道夫·紐瑞耶夫基金會 （页面存档备份，存于）
- BBC 專訪紐瑞耶夫
- 紐瑞耶夫誕辰致敬
- 《紐約太陽報》專訪 - 美國公共廣播社「紐瑞耶夫：俄國歲月」 （页面存档备份，存于）
- 在Find a Grave上的魯道夫·紐瑞耶夫